# Pseudochirops cupreus
Pseudochirops cupreus é uma espécie de marsupial da família Pseudocheiridae. Endêmica da ilha de Nova Guiné.